# بون هاريس
بون هاريس (بالإنجليزية: Bon Harris)‏ هو ملحن وطبال بريطاني، ولد في 12 أغسطس 1965.

## وصلات خارجية
- بون هاريس على موقع ميوزك برينز (الإنجليزية)
- بون هاريس على موقع ديسكوغز (الإنجليزية)